# افتخار دیگر ارزشی ندارد (فیلم ۱۹۲۶)
افتخار دیگر ارزشی ندارد (به انگلیسی: What Price Glory?) یک فیلم صامت کمدی-درام آمریکایی به کارگردانی رائول والش است که در سال ۱۹۲۶ منتشر شد.

## بازیگران
- ویکتور مک‌لاگلن
- ادموند لو
- دولورس دل ریو
- فیلیس هیور
- ویلیام وی. مونگ
- بری نورتون
- ماتیلد کومون
- جی. کارول نایش
- لسلی فنتون